# Главные архитекторы Харькова
В списке присутствуют архитекторы, которые занимали должность главного архитектора города Харькова. В списке отражены период работы на посту главного архитектора, а также основные достижения архитекторов во время пребывания на этой должности. Список включает всех архитекторов со времени учреждения должности до наших дней.
| Имя                              | Фотография | Годы жизни                                | Период работы | Примечания |
| -------------------------------- | ---------- | ----------------------------------------- | ------------- | --- |
| Бобровский, Виктор Александрович |            | род. 12.02.1949, Чугуев, Харьковской обл. | 2003-2005     | Главный архитектор города — начальник Главного Управления градостроительства, архитектуры и земельных отношений исполкома Харьковского городского Совета (2003—2005 г.). Один из авторов Генерального плана развития г. Харькова до 2026 г. (2004 г.) |
| Семенов Владлен Трофимович       |            | род. 1940, Полтава                        | 1982-1994     | В 1975—1985 гг. глава Харьковской организации Союза архитекторов Украины. |
| Юрий Михайлович Шкодовский       |            | род. 1947, Новая Водолага                 | 1994-2001     | Заслуженный архитектор Украины (1997), лауреат Государственной премии Украины в сфере архитектуры (2001), народный архитектор Украины (2004; почётное звание).                                                                                        |
| Сергей Георгиевич Чечельницкий   |            | род. 14 октября 1953 г. Харьков           | 2006-2017     | В 2003 году участвовал в разработке Генерального плана Харькова. |

Шпара Пётр Ефимович (1904—1988) — главный архитектор Харькова в 1955—1965 г. Народный архитектор Украины, лауреат Государственной премии Украины.
- Алфёров, Игорь Александрович (1930—1978) — выпускник ХИСИ (1955), главный архитектор Харькова (1965—1975), затем начальник Госстроя УССР.
- Черкасов Эрик Юрьевич (1927—1995) — выпускник ХИСИ, главный архитектор Харькова 1976—1982 г. Лауреат Шевченковской премии 1977 г.
- Лебедев Сергей Анатольевич (1955) — главный архитектор Харькова в 2002—2003 г. Член-корреспондент Академии архитектуры.
- Овинникова Татьяна Ивановна (1965) — главный архитектор Харькова в 2005—2006 г., директор департамента Градостроительства, архитектуры исполкома Горсовета.

## Главные архитекторы Харьковской области
- Степанов Виктор Григорьевич(с 1974 по 1987 годы)
- Михаил Рабинович[4]
- Юрий Шкодовский[5]